# Eddie Acuff
Eddie Acuff (Caruthersville, 3 de juny de 1903 - Hollywood, 17 de desembre de 1956) va ser un actor estatunidenc. El seu paper més conegut és el de Mr. Beasley, el carter, a Blondie, pel·lícula que protagonitzaven Penny Singleton i Arthur Lake.

## Filmografia
- 1935: Here Comes the Navy, dirigida per Lloyd Bacon.
- 1935: Shipmates Forever, dirigida per Frank Borzage.
- 1936: The Petrified Forest, dirigida per Archie Mayo.
- 1937: The Singing Marine, dirigida per Ray Enright i Busby Berkeley.
- 1938: Four Daughters, dirigida per Michael Curtiz.
- 1940: They Drive By Night, dirigida per Raoul Walsh.
- 1941: L'últim refugi (High Sierra), dirigida per Raoul Walsh.
- 1945: El rellotge (The Clock), dirigida per Vincente Minnelli.
- 1946: Chick Carter, Detective, dirigida per Derwin Abrahams.
- 1947: La deessa de la dansa (Down to Earth), dirigida per Alexander Hall.
- 1949: Johnny Allegro, dirigida per Ted Tetzlaff.